# Dermovize
Dermovize, nebo také dermooptická percepce, je parapsychologická schopnost vidění i při zakrytých očích, a to prostřednictvím kůže. Někteří lidé prý dovedou číst čelem nebo špičkou prstů. Tuto „schopnost“ předvádějí na svých vystoupeních eskamotéři, ale i mnozí léčitelé tvrdí, že špičkami svých prstů přímo vidí chorobné orgány pacienta. Objevily se i články, popisující experimenty, kdy osoba byla schopna vnímat světlo při ozáření její podkolenní jamky. Předpokládala se dokonce existence optických receptorů v těchto místech.

## Hodnocení dermovize
Možnost vidět prostřednictvím kůže člověk nemá, v kůži ani nikde jinde v těle než v oční sítnici neexistují receptory, schopné vnímat světlo. Demonstrace dermovize při vystoupení eskamotéra je jen trikem. Buď vidí štěrbinou kolem krytu oka, nebo mu dodává informace jeho pomocník nevizuální cestou. Experimenty dokazující vnímání světla např. kůží v oblasti podkolenní jamky jsou nejspíše omylem. V tomto případě zřejmě šlo o vnímání tepelného záření zdroje světla. V případě léčitelů jde vždy jen o mystifikaci.